# كارين وايت (مغنية)
كارين ليفون وايت (بالإنجليزية: Karyn Layvonne White)‏ هي مغنية أمريكية. ولدت في 14 أكتوبر 1965 في لوس أنجلوس، الولايات المتحدة.

## الحياة الشخصية
تزوجت وايت من تيري لويس في عام 1992 وأنجبا معا ابنة آشلي نيكول، وتبنا ابنهما براندون وبعدها انفصل الزوجان في عام 1999. تزوجت وايت لاحقا من المنتج الموسيقي بوبي جي في الفترة من 2007–2009. ثم بدأت علاقتها مع الموسيقي ال بى. سوري! [الإنجليزية] في عام 2012.

## ديسكغرافي

### ألبومات الاستوديو
- كارين وايت (1988)
- طقوس الحب (1991)
- اجعله يفعل الحق (1994)
- كارب ديم (2012)

## روابط خارجية
- كارين وايت على موقع IMDb (الإنجليزية)
- كارين وايت على موقع روتن توميتوز (الإنجليزية)
- كارين وايت على موقع ميوزك برينز (الإنجليزية)
- كارين وايت على موقع أول ميوزيك (الإنجليزية)
- كارين وايت على موقع ديسكوغز (الإنجليزية)